# Teoria inwestycji Kaleckiego
Teoria inwestycji Kaleckiego – teoria wzrostu gospodarczego autorstwa polskiego ekonomisty Michała Kaleckiego. Jego zdaniem wzrost poziomu produkcji w kapitalizmie zależy przede wszystkim od decyzji inwestycyjnych przedsiębiorstw. Inwestycje są finansowane w głównej mierze ze zrealizowanych zysków, które służą także jako prognostyk zysków osiąganych w przyszłości. Inwestycje są ograniczone przez samofinansowanie, jednak nie zależą od długoterminowej stopy procentowej, która jest stabilna, dzięki czemu zwiększają zdolności produkcyjne bardziej niż popyt. Różnica między nimi rozszerza się wraz ze wzrostem stopnia monopolizacji i udziału zysków w dochodzie narodowym.